# Callicebus miltoni
Callicebus miltoni   (Тіті Мілтона) — рід широконосих мавп родини Сакієві (Pitheciidae).

## Етимологія
Названий на честь доктора Мілтона Тьяго де Мелло, як данина поваги до вченого, який присвятив своє життя вивченню та розвитку приматології Південної Америки, сприяв створенню Бразильського товариства приматології та товариства приматології Латинської Америки. Крім того, з 1980-х років, він допоміг навчити багатьох приматологів Бразилії і зарубіжжя.

## Поширення
Вид виявлений в тропічних лісах Амазонки в Бразилії.

## Спосіб життя
Вид денний і деревний, бродить густими лісами поруч з водою. Помічено, як харчуються фруктами родів Inga, Cecropia та виду Theobroma speciosum